# Brycon meeki
Brycon meeki är en fiskart som beskrevs av Eigenmann och Hildebrand, 1918. Brycon meeki ingår i släktet Brycon och familjen Characidae. Inga underarter finns listade.